# Melegena fulva
Melegena fulva là một loài bọ cánh cứng trong họ Cerambycidae.